# L'ultima risposta (racconto)
L'ultima risposta (The Last Answer) è un racconto fantascientifico di Isaac Asimov, pubblicato per la prima volta nel gennaio 1980 sulla rivista Analog Science Fiction and Fact e in seguito ristampato nelle antologie Il vento è cambiato (1983), Le migliori opere di fantascienza (1986) e Sogni di robot (1986).
Il titolo della storia e l'argomento sono fortemente legati al precedente racconto di Asimov L'ultima domanda. Entrambe le storie trattano infatti dell'argomento concernente la natura di Dio e il suo legame con l'Umanità.

## Trama
Un fisico ateo di nome Murray Templeton muore a causa di un infarto e viene accolto da un essere dall'apparente onniscienza. Questo essere, a cui nel racconto ci si riferisce con il nome La Voce, parla al fisico sulla natura della sua vita dopo la morte, come un nodo di forze elettromagnetiche che riproducono le connessioni del cervello. La Voce conclude che, mentre di fronte alle teorie spirituali umane può somigliare a ciò che chiamano Dio, lui è contrario ad ogni concezione umana dell'essere. La Voce lo informa che tutto l'Universo è una sua creazione: il suo scopo era, infatti, far nascere la vita intelligente che, dopo la morte, avrebbe egli stesso selezionato per i suoi fini, Templeton, come tutti gli altri, ha il compito di pensare per tutta l'eternità per divertire La Voce. Conversando con La Voce, Templeton impara che Egli desidera nuove conoscenze per soddisfare la Sua curiosità, ma ammette che, in effetti, se Egli avesse voluto sarebbe arrivato Lui stesso ad esse, di sua stessa iniziativa.
Il fisico è inorridito dall'idea di pensare e scoprire per l'eternità senza scopo alcuno se non quello di divertire un essere capace di arrivare egli stesso a quelle stesse conoscenze se avesse voluto. Templeton decide allora di dirigere i suoi sforzi, per ripicca contro La Voce, considerata da lui un'entità capricciosa, verso la distruzione di sé stesso. La Voce lo dissuade spiegandogli che è nei Suoi poteri ricostituire la forma incorporea di Templeton, qualsiasi metodo egli usi per suicidarsi. Attraverso ulteriori domande, Templeton scopre che La Voce (in un classico esempio di argomento contro l'esistenza di Dio) non conosce il suo inizio, ciò suggerisce che non conosca neanche la sua fine. Diventa questo l'obiettivo di Templeton, distruggere La Voce. Raggiunta questa conclusione, La Voce, soddisfatta di Templeton, gli spiega che tutti quelli che ha portato nella sua esistenza hanno l'ambizione di distruggerlo "Ma è impossibile.", termina, scomparendo. Templeton è ora felice di avere uno scopo e inizia, pieno di eccitazione, a pensare: che cosa potrebbe desiderare un'entità, consapevole di essere eterna, se non la morte?